# Morhange
Morhange è un comune francese di 3 949 abitanti situato nel dipartimento della Mosella nella regione del Grand Est. È uno dei comuni che facevano parte dell'antica regione francese del Saulnois.

## Società

### Evoluzione demografica
Abitanti censiti